# Wspieranie terroryzmu przez Katar

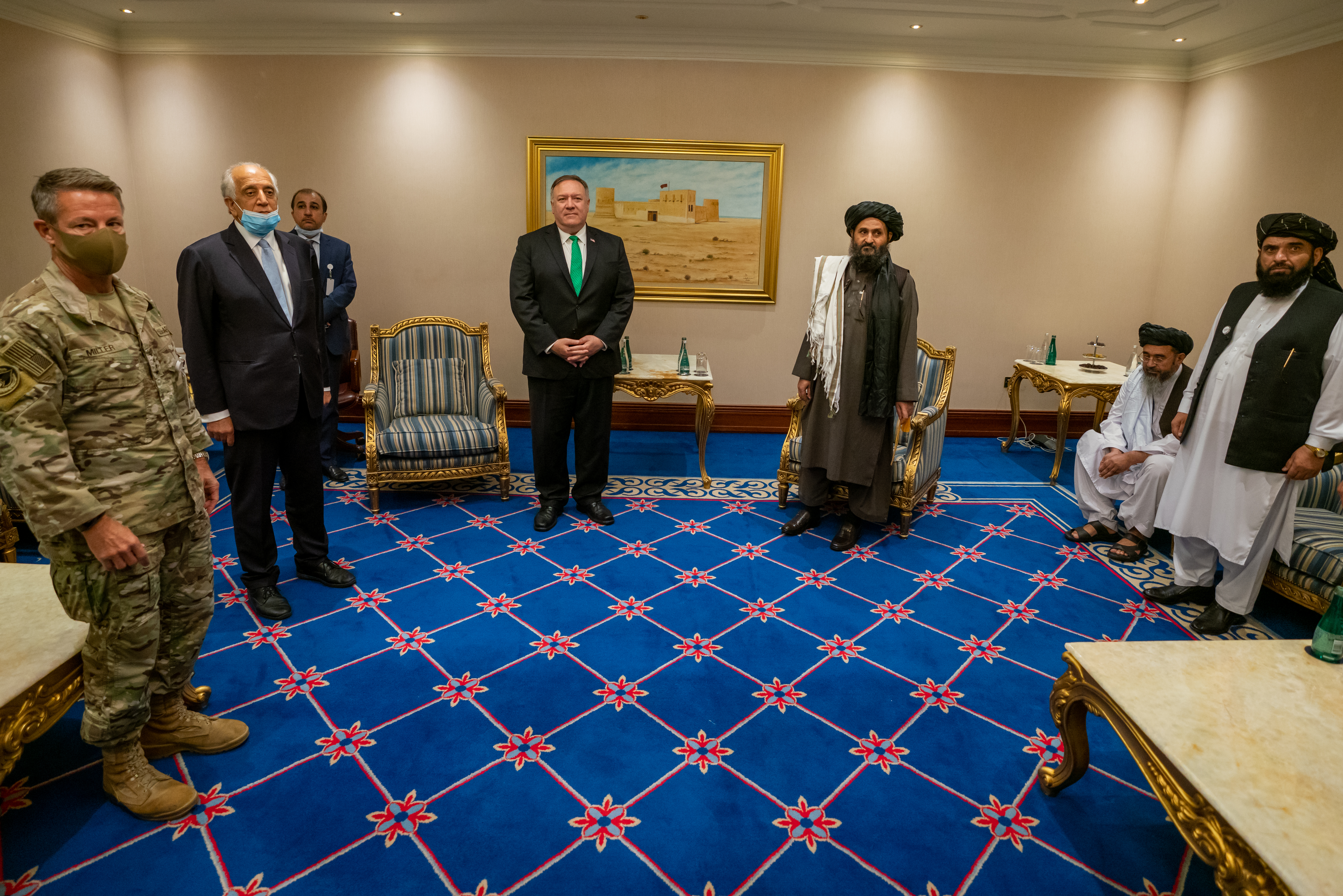
Sekretarz stanu USA Mike Pompeo i Zalmay Khalilzad spotykają się z talibskimi delegatami - Abdulem Ghani Baradarem, Abdulem Hakimem Ishaqzaiem i Suhailem Shaheenem, 12 września 2020 r. w Dosze

Katar jest regularnie oskarżany o bezpośrednie finansowanie organizacji terrorystycznych oraz umożliwianie podmiotom je finansującym swobodnego działania na swoim terytorium, co było jedną z przyczyn trwającego w latach 2017-2021 katarskiego kryzysu dyplomatycznego.
W 2017 roku został on otwarcie określony "bazą terroryzmu" przez takie kraje jak Arabia Saudyjska, Jemen, Mauretania, Zjednoczone Emiraty Arabskie, Bahrajn czy Egipt

## Wpływ na stosunki międzynarodowe

### USA
W 2014 r. David S. Cohen, ówczesny podsekretarz skarbu Stanów Zjednoczonych ds. terroryzmu i wywiadu finansowego, oskarżył władze emiratu o umożliwienie znajdującym się na międzynarodowych czarnych listach finansistom swobodnego życia w Katarze. 
W odpowiedzi na te zarzuty emir Kataru, szejk Tamim bin Hamad Al-Thani, w wywiadzie udzielonym dla CNN we wrześniu 2014 r. oświadczył, że nie uważa finansowanych przez nich organizacji za terrorystyczne. 
Rząd Kataru deklaruje posiadanie własnej listy terrorystów. Według The Telegraph, w 2014 r. na liście nie znajdowało się żadne nazwisko W lipcu 2021 r. na liście figurowało ponad 550 osób i 240 podmiotów. Pomimo deklaratywnych wysiłków Kataru mających na celu postawienie w stan oskarżenia prominentnych osób finansujących terroryzm, niektórzy znani terroryści i osoby finansujące terroryzm żyły w Katarze bezkarnie aż do 2015 r.
W grudniu 2014 r. kongresmani Brad Sherman i Peter Roskam zwrócili się do rządu USA z prośbą o nałożenie sankcji na Katar. Departament Stanu odpowiedział na wniosek polityków, stwierdzając, że Stany Zjednoczone utrzymują „produktywne stosunki z Katarem”, zaznaczając, że Katar usprawnił swoje wysiłki w zakresie zwalczania terroryzmu w ubiegłych latach, choć przyznał, że monitorowanie przez Katar i ściganie podmiotów finansujących terroryzm pozostaje „niespójne”.
Były sekretarz obrony USA Robert Gates oświadczył w maju 2017 r., że „nie zna przypadków, w których Katar agresywnie zwalczałby siatki (finansujące terroryzm) Hamasu, Talibów i Al-Kaidy”.

### Kraje arabskie
27 maja 2017 r. Arabia Saudyjska, Egipt, Bahrajn, Zjednoczone Emiraty Arabskie i Jemen zerwały stosunki dyplomatyczne z Katarem, oskarżając go o destabilizację regionu i wspieranie grup terrorystycznych, w tym Bractwa Muzułmańskiego, Al-Kaidę czy Państwa Islamskiego. Jedną z oczekiwanych przez te państwa zmian w polityce wewnętrznej i zewnętrznej emiratu była likwidacja telewizji Al-Dżazira, będącej platformą do głoszenia radykalnych poglądów w mediach mainstreamowych.

## Relacje Kataru z poszczególnymi organizacjami terrorystycznymi

### Al-Kaida
Udowodniono finansowanie działalności Al-Kaidy przez Katar za pomocą sieci organizacji charytatywnych, w tym Qatar Charity oraz wsparcie finansowe dla Chalida Szajcha Muhammada będącego mózgiem zamachów z 11 września 2001 r.
Abdul Karim al-Thani, członek katarskiej rodziny królewskiej, prowadził kryjówkę Abu Musaba al-Zarkawiego, założyciela Al-Kaidy w Iraku, poprzednika ISIS. Al-Thani również przekazywał terrorystom katarskie paszporty i wpłacił 1 milion dolarów na ich konto bankowe.

### Państwo Islamskie
W październiku 2016 r., w następstwie cyberataku przypisywanego rosyjskiej grupie Fancy Bear, został opublikowany mail z sierpnia 2014 r, którego adresatem był Johna Podesty. Zawierał on zarzuty wobec rządów Kataru i Arabii Saudyjskiej o zapewnianie tajnej, finansowej i logistycznej pomoc dla ISIS i innych radykalnych grup sunnickich. W wiadomości przedstawiono plan działania przeciwko ISIS i wezwano do wywarcia presji na wyżej wymienione kraje, aby zaprzestały rzekomego wsparcia dla tej grupy. Nie jest jednoznaczne, czy e-mail został pierwotnie napisany przez Hillary Clinton, jej doradcę Sidneya Blumenthala czy inną osobę. 

### Hamas
Od 2012 roku w Katarze mieści się biuro polityczne Hamasu, w którym rezyduje przywództwo organizacji.
Rząd emiratu twierdzi, że nie popiera stanowiska politycznego tej organizacji, a jego działania mają na celu ułatwienie konstruktywnej współpracy między Hamasem a rządem Autonomii Palestyńskiej.
Rząd Izraela pod przywództwem Benjamina Netanjahu przez wiele lat popierał płatności Kataru na rzecz Hamasu w nadziei, że uczyni to tę grupę terrorystyczną skuteczną przeciwwagą dla legalnego rządu Autonomii Palestyńskiej i zapobiegnie utworzeniu silnego i jednolitego państwa palestyńskiego.

### Taliban
Od 2013 w Dosze znajduje się biuro Talibanu, które wykorzystywane było jako platforma do spotkań podczas negocjacji pokojowych w latach 2016-2020. 

### Dżabhat an-Nursa, obecnie Hajat Tahrir asz-Szam
Katar od 2013 roku sponsoruje syryjską grupę Dżabhat an-Nusra (obecne Hajat Tahrir asz-Szam) organizując kampanie zbierania funduszy na ich cele czy przekazując im pieniądze bezpośrednio, oficjalnie opłacając okupy za organizowane przez nich porwania. Do 2017 r. Katar przekazał na ten cel 25 milionów dolarów.

## Reformy prawne rządu katarskiego
W latach 2004, 2010, 2014 i 2017 rząd Kataru wprowadzał nowe przepisy mające na celu zwalczanie terroryzmu, jak i jego finansowania, które w 2019 r. uzupełniono dodatkowymi przepisami dotyczącymi przeciwdziałaniu praniu brudnych pieniędzy